# Silvan Maaß

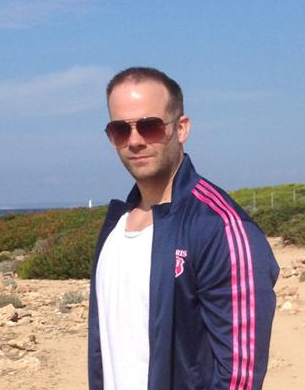
Silvan Maaß, 2023

Silvan Maaß (* 7. Dezember 1975 in Berlin) ist ein deutscher Unternehmer, Autor, Sprachforscher und Gründer der Online-Plattform Sprachnudel.de.

## Leben
Silvan Maaß hat Marketingkommunikation an der design akademie berlin (heute: SRH Berlin School of Design and Communication) studiert und machte im Jahr 2001 seinen Abschluss zum Diplom-Kommunikationswirt (dab). Nach Abschluss seines Studiums arbeitete er bei der Pixelpark AG und bei der Jamba GmbH (heute: Jesta Digital). Im Jahr 2004 gründete er sein erstes Unternehmen, die Webagentur WEB'arbyte GbR, bei der er bis heute als Gesellschafter tätig ist.

## Sprachwissenschaftliches Schaffen
Eines seiner ersten unternehmerischen Projekte war die Webseite Sprachnudel.de (2005), ein Online-Wörterbuch, das sich auf die Sammlung sprachlicher Trends konzentrierte und ihn bis heute beschäftigt. Im Jahr 2008 veröffentlichte er zusammen mit der Verlagsgruppe Droemer Knaur Auszüge der Sprachnudel in Buchform.
Seit der Gründung der Sprachnudel ist Silvan Maaß kontinuierlich auf der Plattform tätig. Anfänglich dokumentierte er dort hauptsächlich die Entwicklung des deutschen Wortschatzes, den er durch die Vielzahl der von Nutzern eingetragenen Wörter in Echtzeit verfolgen konnte. Dadurch entwickelte sich die Seite zu einer der größten Datenbanken für Okkasionalismen im deutschsprachigen Raum (mittlerweile über 6000).
Im Laufe der Jahre erweiterte er seine Arbeit auf weitere Bereiche der germanistischen und systemlinguistischen Forschung, bis die Sprachnudel 2022 zu einem umfassenden Nachschlagewerk für die deutsche Sprache umgebaut wurde. Seitdem publiziert er regelmäßig zu Themen der theoretischen und angewandten Linguistik, um Menschen weltweit bei der Entdeckung der deutschen Sprache und deren Verständnis zu unterstützen.

## Bücher
- Die Sprachnudel : das Wörterbuch der Jetztsprache, Knaur-Taschenbuch-Verl., München 2008, ISBN 978-3-426-78128-9